# Karam Gaber
Karam Gaber (Alejandría, Egipto, 1 de septiembre de 1979) es un deportista egipcio especialista en lucha grecorromana donde llegó a ser subcampeón olímpico en Atenas 2004.

## Carrera deportiva
En los Juegos Olímpicos de 2004 celebrados en Atenas ganó la medalla de oro en lucha grecorromana de pesos de hasta 96 kg, por delante del luchador georgiano Ramaz Nozadze (plata) y del turco Mehmet Özal (bronce).